# Alive (álbum de Jessie J)
Alive é o segundo álbum de estúdio da artista musical britânica Jessie J, lançado no dia 20 de setembro de 2013, através da Universal Republic Records.

## Antecedentes
"Alive" foi gravado ao longo de um período de 12 meses, entre junho de 2012 e maio de 2013, em Londres, Nova York e Los Angeles.  O título deriva da música "Alive" do álbum. Os parceiros de composição do álbum são a cantora e compositora australiana Sia Furler e escritor Diane Warren. Jessie J twittou seu entusiasmo, dizendo que ela estava "vivendo o sonho". Ao longo do ano, Jessie J fez vários anúncios que sugerem que ela estava gravando seu segundo álbum, inclusive: "Para os sete anos antes de eu assinei o meu contrato com a gravadora, eu estava em um lugar ruim, e eu estava com medo que eu não poderia ficar de fora e é por isso que eu escrevi essa música animada, como uma maneira de tentar escapar de como eu me sentia. Agora que estou mais feliz, eu não vou ter medo de explorar minha dor. Mas de um jeito bom;.. que vai ser me dizendo que está tudo bem para não se sentir bem."
Em Junho de 2013, surgiram rumores online indicando o novo álbum de Jessie J seria chamado de Gold depois que ela anunciou a Capital FM que o título do álbum seria uma palavra, e ela teve a letra "O" nele. Mas Jessie rapidamente apagou estas declarações em uma entrevista ao Digital Spy, dizendo: "Você vai ver o título e você verá a imagem e você verá a capa do álbum e eu acho que se resume em uma palavra, de uma imagem". Jessie anunciou a data de lançamento do título e Alive durante uma apresentação ao vivo no V Festival em 17 de agosto de 2013. Em uma entrevista com Laura Whitmore nos bastidores do festival, ela falou sobre o álbum, dizendo que ele foi escrito em cinco semanas e tinha um som mais maduro. Quando questionada sobre sua escolha para o título do álbum, ela disse: "Isto realmente representa onde estou na minha vida agora e como me sinto sobre a minha vida."

## Promoção e lançamento
"Square One" foi performada acusticamente durante um hangout de Jessie com seus fãs. Em 1 de agosto de 2013, a estreia de "It's My Party" foi realizada por meio de outro hangout, com Jessie tocando uma prévia acústica para seus fãs. "Excuse My Rude", em seguida, estreou como um single promocional em 12 de agosto de 2013, através de um stream de áudio oficial no YouTube. "Square One" foi lançado como um single promocional em 30 de agosto de 2013, via iTunes.

### Versão americana
Em 14 de setembro de 2013, Jessie J anunciou que a versão americana do álbum seria adiada porque sua gravadora americana "não sentiu o álbum iria trabalhar em seu território".

## Singles
O primeiro single do álbum, "Wild", foi lançado em 26 de maio de 2013. O single, que foi escrito por Jessie J e Claude Kelly, tem a participação de Big Sean e Dizzee Rascal, e alcançou a posição o número cinco no UK Singles Chart. Também alcançou o número nove no Irish Singles Chart. O videoclipe da canção foi dirigido por Emil Nava e lançado em 25 de maio de 2013.
O segundo single do álbum, "It's My Party", foi lançado em 15 de setembro 2013 e estreou na Capital FM em 5 de agosto de 2013. O vídeo da música, também dirigido por Emil Nava, foi filmado no final de junho e lançado em 8 de agosto de 2013.
Em 17 de outubro de 2013, Jessie J anunciou o lançamento de seu terceiro single britânico "Thunder", juntamente com a sua capa do single. A canção foi lançada em 26 de novembro de 2013. O vídeo oficial da música estreou na VEVO em 19 de novembro 2013.

## Lista de faixas
| N.º | Título                                | Compositor(es)                                                           | Produtor(es)           | Duração |  |
| 1.  | "It's My Party"                       | Jessica Cornish, Claude Kelly, John Larderi, Colin Norman                | Max Martin, Shellback  | 3:39    |  |
| 2.  | "Thunder"                             | Cornish, Tor E. Hermansen, Mikkel S. Eriksen, Benjamin Levin, Kelly      | StarGate, Benny Blanco | 3:35    |  |
| 3.  | "Square One"                          | Cornish, Tom Barnes, Peter Kelleher, Ben Kohn                            | T/M/S                  | 3:46    |  |
| 4.  | "Sexy Lady"                           | Cornish, Joshua Coleman, Kelly                                           | Ammo                   | 3:13    |  |
| 5.  | "Harder We Fall"                      | Cornish, Lukasz Gottwald, Ammar Malik, Daniel Omelio, Henry Walter       | Dr. Luke, Cirkut       | 3:57    |  |
| 6.  | "Breathe"                             | Cornish, Sia Furler, Hermansen, Eriksen                                  | Stargate               | 3:57    |  |
| 7.  | "I Miss Her"                          | Cornish, Kelly, Charles T. Harmony                                       | Chuck Harmony          | 3:58    |  |
| 8.  | "Daydreamin'"                         | Cornish, Kelly, Josh Abraham, Oliver Goldstein                           | Abraham, Oligee        | 2:47    |  |
| 9.  | "Excuse My Rude" (com Becky G)        | Cornish, Rebecca Marie Gomez, Gottwald, Niles Hollow-Dhar, Malik, Walter | Dr. Luke, Cirkut       | 3:07    |  |
| 10. | "Wild" (com Big Sean e Dizzee Rascal) | Cornish, Joshua Coleman, Kelly, Dylan Mills, Sean Anderson               | Ammo                   | 3:54    |  |
| 11. | "Gold"                                | Cornish, Gottwald, Kelly, Walter                                         | Dr. Luke, Cirkut       | 3:24    |  |
| 12. | "Conquer the World" (com Brandy)      | Cornish, Kelly, John Webb, Anders Froen, J. DeBardlabon, Are Sorknes     | Claude Kelly           | 3:26    |  |
| 13. | "Alive"                               | Cornish, Kelly, Rodney Jerkins                                           | Darkchild              | 3:24    |  |

| Faixas bônus da edição deluxe |                                           |                                                                                   |         |  |
| N.º                           | Título                                    | Compositor(es)                                                                    | Duração |  |
| 14.                           | "Unite"                                   |                                                                                   | 3:51    |  |
| 15.                           | "Hero"                                    | Cornish, Meshak Moore, Marwan El-Bergamy, Lorne Alistair Tennant, Camille Purcell | 3:19    |  |
| 16.                           | "Magnetic"                                | Cornish, Richard Rawson, Peter Ibsen                                              | 3:54    |  |
| 17.                           | "It's My Party" (All About She UKG Remix) | Cornish, Kelly, Larderi, Norman                                                   | 3:44    |  |

## Desempenho nas tabelas musicais

### Posições
| Tabela musical (2013)              | Melhor posição |
| ---------------------------------- | -------------- |
| Austrália - ARIA Albums Chart      | 7              |
| Escócia - Scottish Albums Chart    | 2              |
| Irlanda - IRMA                     | 6              |
| Países Baixos - Mega Album Top 100 | 19             |
| Reino Unido - UK Albums Chart      | 3              |

## Histórico de lançamento
| País          | Data                   | Formato          | Gravadora          |
| ------------- | ---------------------- | ---------------- | ------------------ |
| Irlanda       | 20 de setembro de 2013 | Download digital | Universal Republic |
| Países Baixos | 20 de setembro de 2013 | Download digital | Universal Republic |
| Suíça         | 20 de setembro de 2013 | Download digital | Universal Republic |
| Bélgica       | 23 de setembro de 2013 | Download digital | Universal Republic |
| Brasil        | 23 de setembro de 2013 | Download digital | Universal Republic |
| Dinamarca     | 23 de setembro de 2013 | Download digital | Universal Republic |
| Espanha       | 23 de setembro de 2013 | Download digital | Universal Republic |
| França        | 23 de setembro de 2013 | Download digital | Universal Republic |
| Portugal      | 23 de setembro de 2013 | Download digital | Universal Republic |
| Reino Unido   | 23 de setembro de 2013 | Download digital | Universal Republic |
| Suécia        | 23 de setembro de 2013 | Download digital | Universal Republic |